# USS Philippine Sea (CV-47)

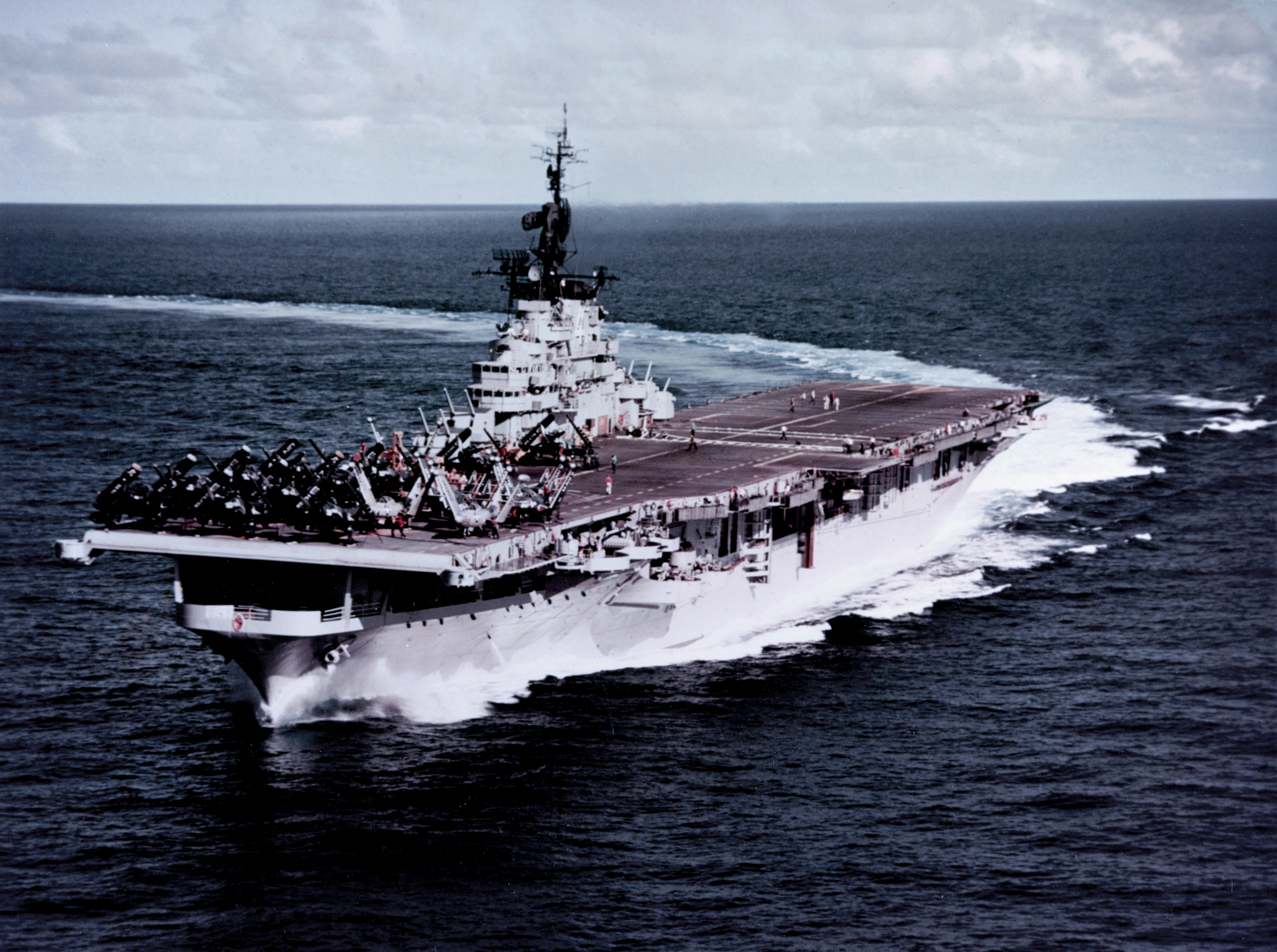
USS Philippine Sea i västra Stilla havet, juli 1955.

USS Philippine Sea (CV/CVA/CVS-47, AVT-11) var ett av 24 hangarfartyg av Essex-klass som byggdes för amerikanska flottan under och kort efter andra världskriget. Fartyget var det första i amerikanska flottan med det namnet, döpt efter slaget vid Filippinska sjön. Hon sjösattes den 5 september 1945, efter andra världskrigets slut och sponsrades av frun till Kentuckys guvernör.
Under hennes karriär tjänstgjorde Philippine Sea först i Atlanten och gjorde flera grupperingar i Medelhavet liksom en tur till Antarktis som en del av Operation Highjump. Hon skickades till Koreahalvön vid Koreakrigets utbrott där hon sände ut flygplan som understöd till FN-trupper, först under slaget vid Pusan Perimeter och sedan under landstigningarna vid Inchon och andra slaget vid Seoul. Hon understödde senare FN-trupper under det kinesiska överraskningsanfallet och slaget vid Chosin-reservoaren. Philippine Sea genomförde tre turer till Korea under kriget och mottog nio battle stars för sin tjänstgöring.
Under resten av sin karriär opererade hon främst utifrån San Diego och San Francisco och genomförde flera grupperingar till Fjärran Östern. Hon omklassificerades också till ubåtsjakthangarfartyg. Hon utrangerades den 28 december 1958 och såldes för skrotning 1970.